# Angel Long
Angel Long, pseudônimo de Sarah Elizabeth Read (Swindon, 21 de novembro de 1980) é uma atriz pornográfica britânica.

## Biografia
Criada em uma fazenda na Grã-Bretanha, Angel foi uma verdadeira menina travessa, e já na idade de 8 anos, tinha aprendido a dirigir caminhões e tratores. Aos 14 anos mudou-se para Rapid City, Manitoba, Canadá. Aos 16 anos, regressou para a Inglaterra, e aos 19, finalmente entra na indústria pornográfica. Loira, pernas muito finas e uma tatuagem de um demônio da Tasmânia na nádega direita, Angel já apareceu em mais de 300 filmes.

## Prêmios
- 2003 AVN Award Melhor Cena de Sexo Grupal - Vídeo para Assficionado, com Jay Ashley e Pat Myne[2]
- 2010 SHAFTA Award Melhor Vídeo de Sexo Anal para Girls Allowed, com John Janes e Andy Mann[3]